# 哈根貝格山
48°11′22.32″N 16°14′52.68″E / 48.1895333°N 16.2479667°E

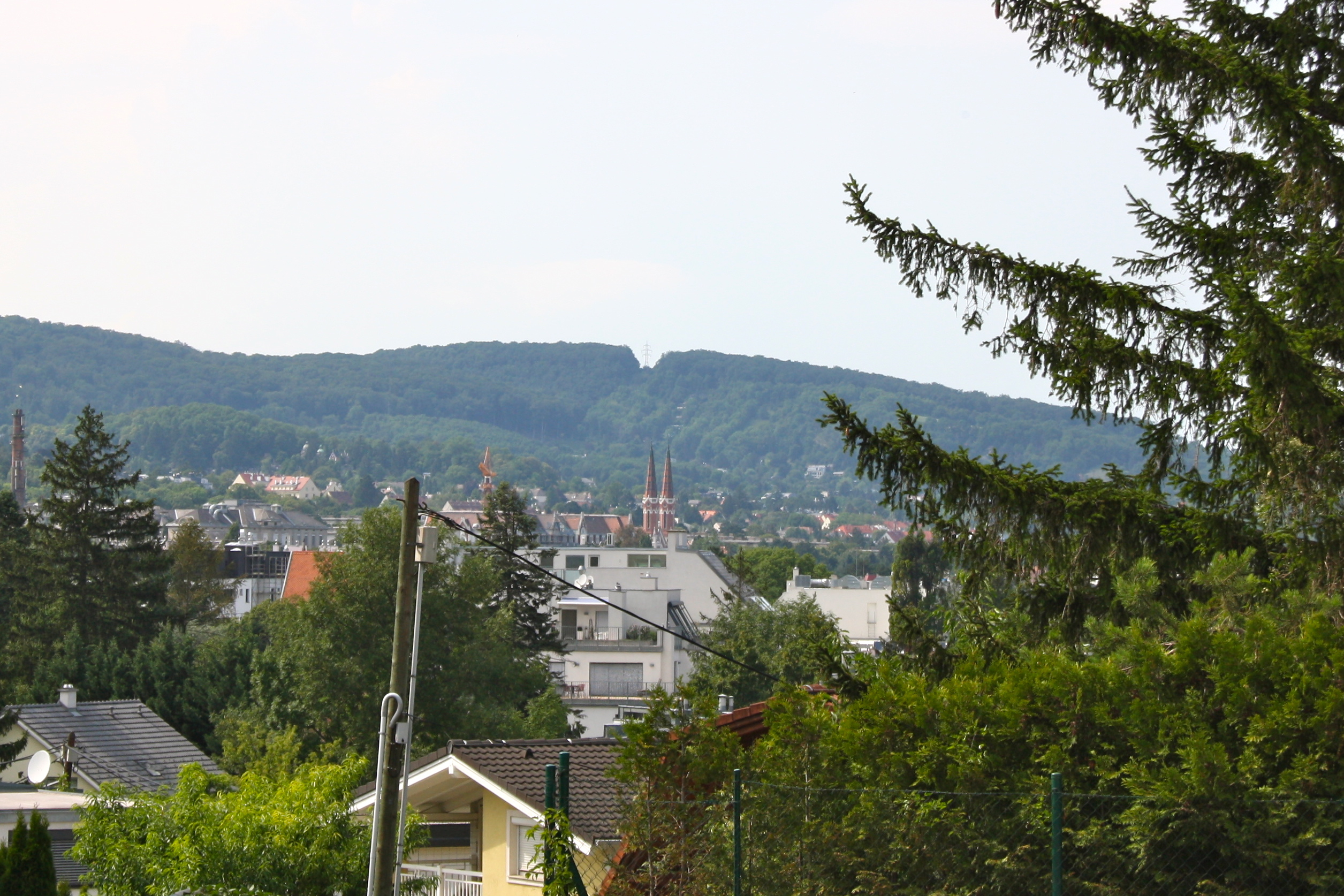

哈根貝格山（德語：Hagenberg），是奧地利的山峰，位於該國東北部，由維也納負責管轄，屬於維也納林山的一部分，海拔高度406米，該山峰由森林覆蓋。